# 科澤羅希
51°18′29″N 31°2′20″E / 51.30806°N 31.03889°E

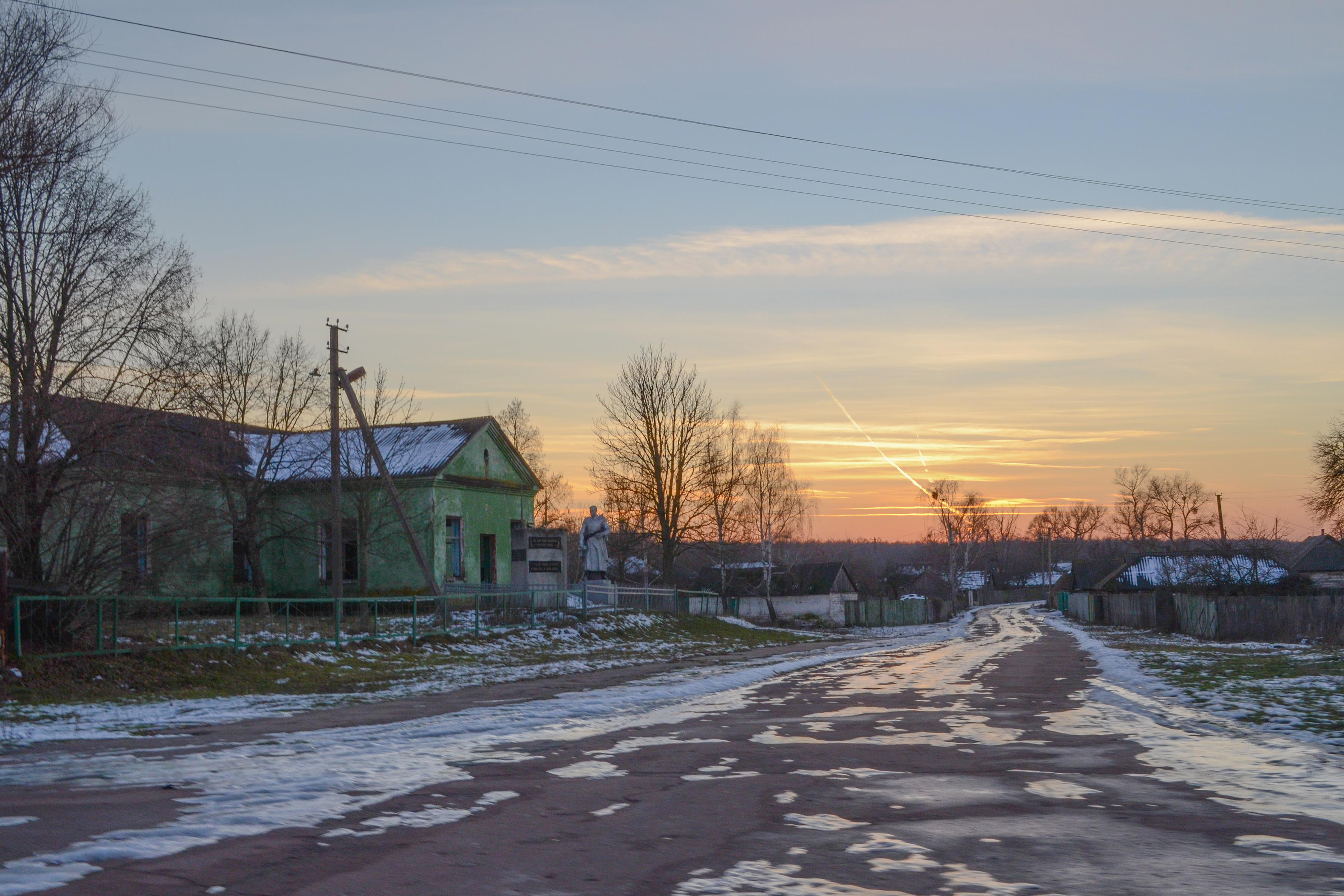

科澤羅希（烏克蘭語：Козероги），是烏克蘭北部切爾尼希夫州切爾尼希夫區洪恰里夫斯凯市镇的村落。始建於1638年，面積1.81平方公里，海拔高度113米，2001年人口263，人口密度每平方公里145.3人。